# Joan Plowright
Joan Ann Plowright, conocida como Joan Ann Olivier, Baronesa Olivier (Brigg, North Lincolnshire; 28 de octubre de 1929- Denville Hall, Northwood, Reino Unido; 16 de enero de 2025), profesionalmente conocida como Dame Joan Plowright, fue una actriz de teatro, cine y televisión británica. Ganadora de dos Premios Globo de Oro, un Premio Laurence Olivier y un Premio Tony, también estuvo nominada al Premio Óscar y a los Premios Primetime Emmy. La revista Variety la describió como "quizás la mejor actriz anglófona del siglo XX".
Plowright hizo su debut en el cine en un papel sin acreditar en la película Moby Dick (1956). Destaca su papel de Jane Fisher por el cual ganó el Premio Globo de Oro a la mejor actriz de reparto y estuvo nominada también al Premio Óscar a la mejor actriz de reparto  en la película, Enchanted April (1991). También destacan sus papeles en las películas: The Entertainer (1960) y Equus (1977) por los cuales recibió nominaciones a los Premios BAFTA. Otros films a resaltar son sus papeles en: Uncle Vanya (1963), Three Sisters (1970), Avalon (1990), Dennis the Menace (1993), 101 Dalmatians (1996), Jane Eyre (1996), Tea with Mussolini (1999), Bringing Down the House (2003) y Mrs. Palfrey at the Claremont (2005).
Recibió el título de «Comandante» de la Orden del Imperio Británico en 1970, y fue elevada a «Dama» en 2004. Su último trabajo para el cine fue el thriller sobrenatural El secreto de la mansión (2009). La actriz se retiró en 2014 tras quedarse ciega debido a una degeneración macular; aunque hizo una breve reaparición en la película documental, Tea with the Dames (2018).

## Biografía
Nacida el 28 de octubre de 1929 en Brigg, North Lincolnshire, hija de Daisy Margaret (de soltera Burton) y William Ernest Plowright, periodista y editor de un periódico. Asistió a la Scunthorpe Grammar School; y se formó en la Bristol Old Vic Theatre School.
Desde joven, manifestó interés hacia el teatro, e intervino hacia finales de los años 40 en obras como Si las paredes hablasen y Mayor Barbara. Sus primeras obras destacadas fue gracias al Bristol Old Vic Theatre School, donde permaneció entre 1950 y 1952. Concluida su formación profesional, contrajo matrimonio con Roger Gage.

## Carrera

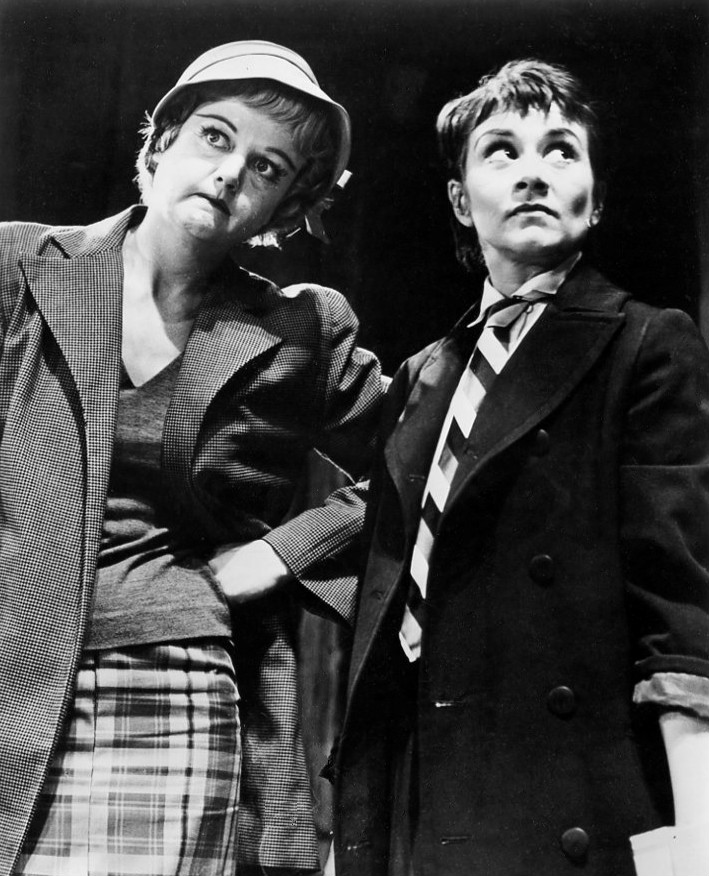
Plowright como Jo (derecha) junto a Angela Lansbury como Helen, en la producción de Broadway de 1961, A Taste of Honey

En 1954 debutó en Londres con The Duenna, a la que seguirían piezas como The Chairs y El crisol, basada en la pieza de Arthur Miller, en la que se abordaba de forma metafórica una denuncia hacia la caza de brujas emprendida por el senador McCarthy durante finales de los cuarenta, a la vez que proponía un discurso sobre la importancia de decir la verdad.
Mientras tanto, inició sus primeros pasos en el cine con una breve actuación en Moby Dick (John Huston, 1956), y en un thriller dirigido por Joseph Losey. Por esas fechas se sumó a la Compañía de Teatro Nacional. Un año más tarde, apareció en un papel recurrente en la película de 1957, Time Without Party.
En 1958, Joan obtuvo su primera candidatura a los Premios Tony por El animador, obra teatral que ella misma protagonizaría en el cine junto a Laurence Olivier en 1960, año en el que ambos representarían —junto a la mujer de este último (Vivien Leigh)— Rhinocero, dirigida por Orson Welles. En 1961 recibió un premio Tony por The Taste of Honey.
Tras el parto de su primer hijo, Joan obtuvo dos ocasiones de lucimiento en Saint Joan, en la que interpretó a Juana de Arco, y en Tío Vania de Antón Chéjov, en la que incorporó a Sonya, una mujer enamorada cuyo anciano marido dificultaba la consecución de su felicidad.
En 1966, protagonizó la versión teatral de Mucho ruido y pocas nueces, en el mismo papel que un año antes Maggie Smith había representado: Beatrice, mujer de ingenio y carácter, que al final aceptaba casarse con su amigo-rival Benedicto. Frank Finlay, Derek Jacobi y Robert Stephens fueron sus compañeros de plantel. Sin proponérselo, Joan Plowright empezaba a configurarse como una actriz destinada a interpretar a mujeres activas, con capacidad para dirigir la vida de los demás, pero que en el fondo escondían un corazón de oro, así como Judi Dench empezaba a destacarse como un rostro asociado a la alta cultura inglesa, dada su adscripción a piezas que por entonces gozaban de prestigio.
Al año siguiente interpretó la obra de Molière Tartufo. En 1969, convertida ya en una actriz respetada por la crítica, dirigió tres obras de teatro: Evasion of Women, Rites y The Travails of Sancho Panza. En 1970, fue dirigida por su marido en la película Tres hermanas, tras cuyo rodaje se subió de nuevo a las tablas con El mercader de Venecia.
En 1975, obtuvo su mayor éxito con La gaviota, en la que compartió escenario con Alan Bates y Helen Mirren. En 1977, Joan consiguió una candidatura al Premio BAFTA a la mejor actriz de reparto por la película Equus, en la que encarnó a la paciente ayudante de Richard Burton. En teatro, estrenó Filumena, una de sus intervenciones más recordadas.
En 1984, compartió protagonismo con Maggie Smith de la obra The Way of The World. En 1986, se puso en la piel de La Poncia en La casa de Bernarda Alba, la criada testigo de la tragedia ideada por Federico García Lorca.
En 1989, su carrera cinematográfica, siempre a segundo plano hasta entonces, empezó a despegar. En efecto, Lawrence Kasdan solicitó sus servicios para Te amaré hasta que te mate, donde la actriz se puso en la piel de una suegra dispuesta a envenenar a su yerno (Kevin Kline) a la menor ocasión. 
Barry Levinson la contrató en 1990 para Ávalon, donde interpretó a Eva Krinchinsky, una mujer polaca afincada en Baltimore, que años después de la Segunda Guerra Mundial recibe noticias de un hermano al que no conocía. Ese perfil que había cultivado en el teatro empezaba a corresponderse con el que se labraba en la gran pantalla. Eva Krinchisky constituía la pieza angular de su hogar y al final de su vida sufrió el abandono de la mitad de su familia, la cual ni siquiera asistió a su entierro.
El 1992 fue su gran año para Plowright, primero interpretó a la mujer de Stalin en un telefilme que llevaba el nombre del dirigente ruso. Después se unió al elenco de Un abril encantado, donde encarnó a Miss Fisher, una mujer mayor aferrada al pasado y que tras pasar una temporada en la Toscana comprendía que debía volver a aprovechar el tiempo del que disponía, abriéndose a nueva gente y experiencia. Ambas interpretaciones fueron recompensadas con sendos Globos de Oro y una candidatura al Oscar a la mejor actriz de reparto, y que fue, para sorpresa de todos los periodistas, a Marisa Tomei.
A raíz de su renovada popularidad, Joan se convirtió en una actriz de reparto frecuente en películas comerciales como Daniel el travieso —en la que se puso en la piel de la amable señora Wilsonn—, El último gran héroe —donde tenía una aparición como profesora de literatura—, The Scarlet Letter —donde era acusada de bruja—, 101 dálmatas —donde daba vida a la fiel Nanny— o Sobrevivir a Picasso —donde interpretó a la abuela de Françoise Gilot, una mujer preocupada por el romance de su nieta con Pablo Picasso—.
Sus papeles más destacados de esta época fueron los llevados a cabo en El pico de las viudas —donde encarnó a Mrs. Doggy, una mujer que dominaba la vida del pueblo y sin complejos para difamar sin pensárselo—, Hotel Sorrento, y Jane Eyre, en la que inició una larga colaboración con Franco Zeffirelli, quien, satisfecho de su interpretación como Mrs. Fairfax —una ama de llaves que sufre al ver la atormentada vida del Señor Rochester—, la contrató para protagonizar Té con Mussolini. En aquella película Joan defendió el papel de Mary Wallace, una secretaria que se hacía cargo de la educación de un niño bastardo llamado Lucca.
En 2001, escribió sus memorias And That's Not All y preparó su regreso a las tablas con Absolutly (2003). En el cine ejecutó pequeños cometidos en Bringing Down the House y Callas Forever, en la que incorporó a la periodista Sarah Keller, una amiga de Maria Callas preocupada por el estado anímico de esta.
En 2005, consiguió un papel protagonista en Mrs. Palfrey At Claremont, en la que Joan interpretó a una mujer mayor que entablaba una amistad con un joven solitario. A finales de año, la actriz recibió una candidatura a los Golden Satellites. Un año más tarde, interpretó en la película de 2006, Goose on the Loose a Beatrice Fairfield.
En 2018, Plowrigth reapareció protagonizando un documental británico titulado Nothing Like a Dame, dirigido por Roger Michell, que documenta conversaciones entre las actrices Plowright, Judi Dench, Eileen Atkins y Maggie Smith, intercaladas con escenas de sus carreras en el cine y el escenario. La película se estrenó en Estados Unidos bajo el título: Tea with the Dames.

## Vida personal

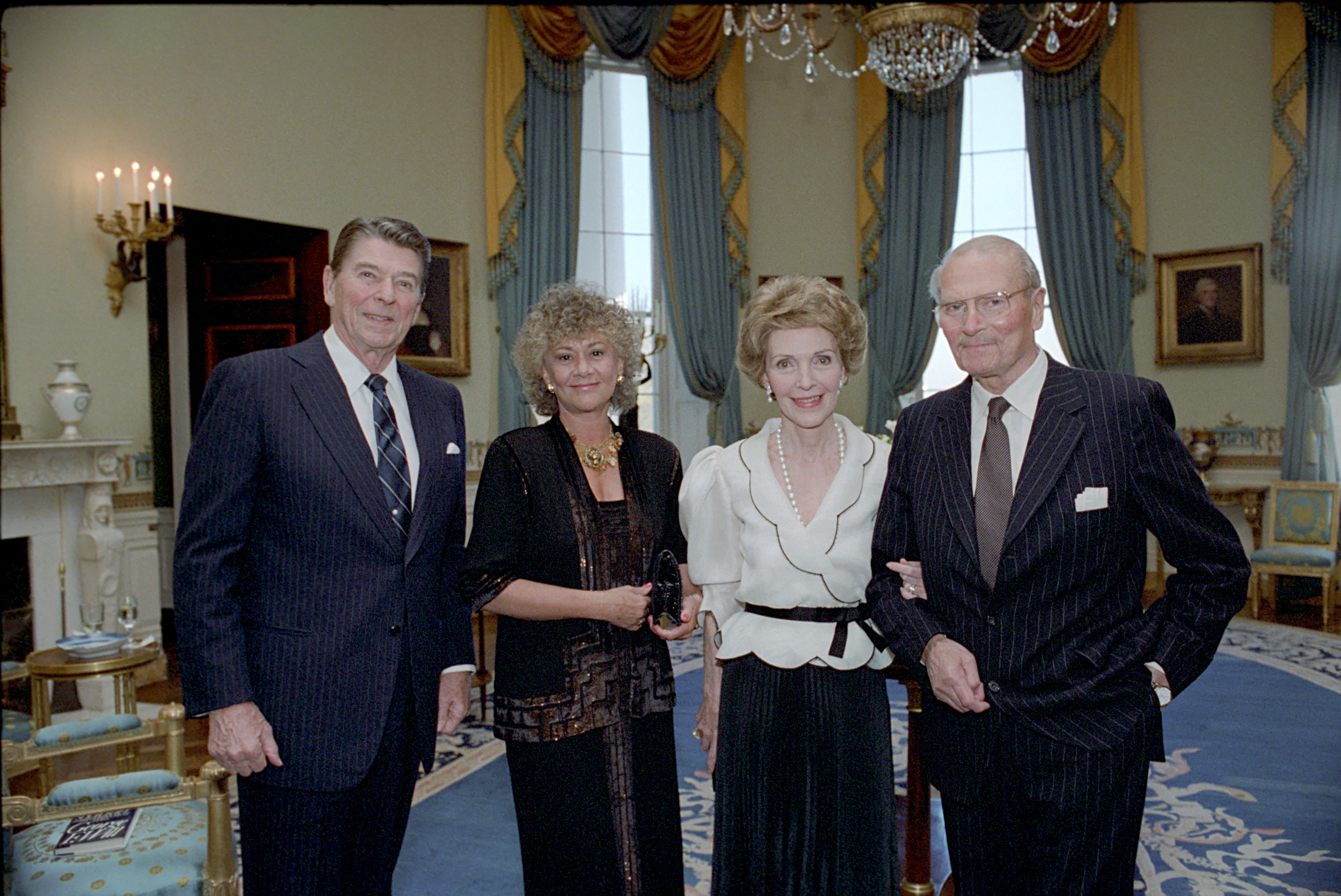
Plowright junto a Laurence Olivier, el presidente Ronald Reagan y Nancy Reagan en 1983.

Plowright se casó por primera vez con el actor Roger Gage en septiembre de 1953. Más tarde se divorció de él y en 1961 se casó con Laurence Olivier, poco después de terminar su matrimonio de veinte años con la actriz Vivien Leigh. Plowright y Olivier tuvieron tres hijos juntos, incluidos, Richard Olivier (1962) y Juliet Kate Olivier (1966). La pareja permaneció casada hasta la muerte de Olivier en 1989.
La visión de Plowright empeoró a finales de 2011, debido a una degeneración macular, provocando que la actriz decidiera retirarse en 2014. Falleció a los 95 años el 16 de enero de 2025.

## Filmografía

### Cine
| Año  | Película                   | Director                     |
| ---- | -------------------------- | ---------------------------- |
| 1960 | El animador                | Tony Richardson              |
| 1963 | Tío Vania                  |                              |
| 1970 | Tres hermanas              | Laurence Olivier             |
| 1977 | Equus                      | Sidney Lumet                 |
| 1988 | La modista                 |                              |
| 1989 | Te amaré hasta que te mate | Lawrence Kasdan              |
| 1990 | Avalon                     | Barry Levinson               |
| 1992 | Un abril encantado         | Mike Newell                  |
| 1993 | El último gran héroe       | John McTiernan               |
| 1993 | Daniel, el travieso        | Nick Castle                  |
| 1994 | El pico de las viudas      | John Irvin                   |
| 1995 | The Scarlet Letter         | Roland Joffé                 |
| 1995 | Hotel Sorrento             |                              |
| 1996 | Jane Eyre                  | Franco Zeffirelli            |
| 1996 | Sobrevivir a Picasso       | James Ivory                  |
| 1996 | 101 Dalmatians             | Stephen Herek                |
| 1998 | Dance with Me              |                              |
| 1999 | Té con Mussolini           | Franco Zeffirelli            |
| 2000 | Dinosaurio (voz)           | Ralph Zondag y Eric Leighton |
| 2002 | Callas Forever             | Franco Zeffirelli            |
| 2003 | Bringing Down the House    |                              |
| 2003 | I am David                 |                              |
| 2005 | Mrs. Palfrey At Claremont  |                              |
| 2006 | Curius George              |                              |
| 2006 | In The Shadow of The Wing  |                              |
| 2008 | Las crónicas de Spiderwick | Mark Waters                  |
| 2009 | Knife Edge                 | Anthony Hickox               |

### Teatro
| Año  | Obra de teatro             |
| 1948 | If Four Walls Could Talk   |
| 1949 | Mayor Bárbara              |
| 1953 | The Country Wife           |
| 1954 | The Duenna                 |
| 1956 | El crisol                  |
| 1958 | El animador                |
| 1958 | The Lesson                 |
| 1960 | Rhinoceros                 |
| 1961 | A Taste of Honey           |
| 1963 | Tío Vania                  |
| 1963 | Saint Joan                 |
| 1966 | Mucho ruido y pocas nueces |
| 1967 | Tartufo                    |
| 1970 | El mercader de Venecia     |
| 1974 | Saturday, Sunday, Monday   |
| 1975 | La gaviota                 |
| 1977 | Filumena                   |
| 1984 | The Way of the World       |
| 1986 | La casa de Bernarda Alba   |
| 2003 | Absolutly                  |

Como directora
- 1969: The Travails of Sancho Panza, Rites, Evasion of Woman

### Televisión
| Año       | Serie/Telefilme                    |
| --------- | ---------------------------------- |
| 1974      | El mercader de Venecia             |
| 1980      | El diario de Ana Frank             |
| 1983      | Wagner                             |
| 1986      | The Birthday Party                 |
| 1986      | La importancia de llamarse Ernesto |
| 1992      | La casa de Bernada Alba            |
| 1992      | Stalin                             |
| 1994      | The Return of the Native           |
| 1994      | A Place for Annie                  |
| 1998–1999 | Encore! Encore!                    |

## Premios y distinciones
Premios Óscar
| Año  | Categoría               | Trabajo nominado   | Resultado |
| ---- | ----------------------- | ------------------ | --------- |
| 1993 | Mejor actriz de reparto | Un abril encantado | Nominada  |

Premios BAFTA
| Año  | Categoría                     | Trabajo nominado | Resultado |
| ---- | ----------------------------- | ---------------- | --------- |
| 1961 | Mejor actriz nueva prominente | The Entertainer  | Nominada  |
| 1977 | Mejor actriz de reparto       | Equus            | Nominada  |

Globos de Oro
| Año  | Categoría                                               | Trabajo nominado   | Resultado |
| ---- | ------------------------------------------------------- | ------------------ | --------- |
| 1992 | Mejor actriz de reparto                                 | Un abril encantado | Ganadora  |
| 1992 | Mejor actriz de reparto de serie, miniserie o telefilme | Stalin             | Ganadora  |

Premios Primetime Emmy
| Año  | Categoría                                                                | Trabajo nominado | Resultado |
| ---- | ------------------------------------------------------------------------ | ---------------- | --------- |
| 1993 | Mejor actriz de reparto en una serie limitada o película para televisión | Stalin           | Nominada  |

Premios Satellite
| Año  | Categoría                      | Trabajo nominado              | Resultado |
| ---- | ------------------------------ | ----------------------------- | --------- |
| 2005 | Mejor Actriz - Comedia/Musical | Mrs. Palfrey at the Claremont | Nominada  |

Premios Tony
| Año  | Categoría    | Trabajo nominado | Resultado |
| ---- | ------------ | ---------------- | --------- |
| 1961 | Mejor actriz | A Taste of Honey | Ganadora  |
| 1958 | Mejor actriz | El animador      | Nominada  |

Fennecus
- Candidata al premio de Mejor actriz de reparto (1992)

APEX
- Candidata al Premio de Mejor actriz de comedia (2005)
- Candidata al Premio de Mejor actriz de reparto en un drama (1990).
- Candidata al Premio de Mejor actriz de reparto en una comedia (1989, 1992)

## Libro
- Memorias: Plowright, Joan (2001). And That's Not All: The Memoirs of Joan Plowright. Weidenfeld & Nicolson. ISBN 978-0-297-64594-8.